# سيم موتورز
شركة سانيانغ موتور المحدودة (بالصينية: 三陽工業股份有限公司, بينيين: Sānyáng Gōngyè Gǔfèn Yǒuxiàn Gōngsī) في تايبيه في عام 1954م من قبل هونغ تشي-شون وشانغ كو آن. تم إنشاء المقر الرئيسي للشركة في مقاطعة هسينشو، تايوان. لديها ثلاث قواعد إنتاج رئيسية في تايوان والصين وفيتنام، وتقوم بتصنيع وبيع الدراجات البخارية والدراجات النارية ومركبات لجميع التضاريس تحت العلامة التجارية سيم، بينما تقوم أيضًا بتصنيع السيارات والشاحنات الصغيرة تحت علامة هيونداي التجارية. منذ أن بدأت الشركة، أنتجت أكثر من 800 ألف سيارة و 16 مليون سكوتر ودراجة نارية. تتجاوز عائدات المبيعات السنوية للشركة مليار دولار أمريكي وتنتج حوالي 600,000 وحدة من الدراجات النارية و 20,000 سيارة في السنة. توظف سيم حاليًا حوالي 2,300 شخص في مصانعها في تايوان.

## تاريخ
في عام 1954، تم إنشاء شركة سانيانغ إليكتريكس لتصنيع عدة الإضاءة الدينامو الكهربائية للدراجات. تمت إعادة هيكلتها إلى شركة سانيانغ أندستري المحدودة. ودخلت اتفاقية فنية مع شركة هوندا في عام 1961 لبدء التجميع المحلي للدراجات النارية، وهي أول شركة لتصنيع الدراجات النارية في تايوان (محتوى محلي بنسبة 30٪). في عام 1969 بدأ تجميع سيارات هوندا الصغيرة (إن600 ، تي أن360). عندما دخلت دراجات سانيانغ النارية الخاصة في منافسة مباشرة مع منتجات هوندا في جميع أنحاء العالم، تم إنهاء العلاقة في يناير 2002 وبدأت شركة هوندا في بناء السيارات بنفسها باسم شركة هوندا تايوان المحدودة. وبدلاً من ذلك، وقعت سانيانغ عقدًا مع شركة هيونداي وتقوم حاليًا بتجميع الكثير من تشكيلتها للسوق التايواني المحلي.
تمت إعادة تسمية سانيانغ أندستري باسم شركة سانيانغ موتور المحدودة. في يناير، 2015. يقع مكتب الشركة الرئيسي في حديقة هسينشو الصناعية في مقاطعة هسينشو، تايوان. لديها شركة فرعية في مدينة شيامن ، الصين، تسمى شيامن شياشين للدراجات النارية المحدودة. ، وشركة فرعية أخرى في بيين هوا دونغ ناي، فيتنام، واسمها فيتنام التصنيع والتصدير المحدودة (VMEP).

## العمليات العالمية
سانيانغ شريك استراتيجي لشركة هيونداي موتور منذ عام 2002. تعمل شركتها الفرعية نان يانغ الصناعية المحدودة. كموزع وحيد لشركة هيونداي وتقوم بتصنيع سيارات هيونداي وشاحنات صغيرة في تايوان. لدى سانيانغ أيضًا علاقات مع شركات دولية مثل أنترناشيونال تراكس وبومباردييه ريكريايشونال برودكتس وماهيندرا أند ماهيندرا المحدودة في الهند.
في يوليو 2005، أطلقت شركة سانيانغ مجموعة جديدة من المركبات ذات العجلتين للبيع في السوق الأوروبية. يشمل النطاق سكوتر جي تي أس (متوفر بمحركات 125 سم مكعب، و 200 سم مكعب، و 250 سم مكعب)، وسكوتر أم آي آو (50 سم مكعب و 100 سم مكعب)، وطرازين من طراز ATV: تراكرانر أنترتمنت إيه تي في (محرك 200 سم مكعب)، و 250 سم مكعب. كوادلاندر للطرق الوعرة.
في يناير 2006، وقعت سانيانغ اتفاقية مع شركة كينيتيك موتور الهندية لشراء 2065000 سهم من الأسهم والتعاون الفني، والتي ستصل إلى امتلاك سانيانغ 11.1٪ (تقريبًا) من رأس المال المعزز لشركة كينيتيك موتور المحدودة. مع حصول سانيانغ على حصة أقلية، سيتم الاحتفاظ بالسيطرة الإدارية لمجموعة كينيتيك. في عام 2008، استحوذت شركة ماهيندرا، الشركة الرائدة في مجال تصنيع المركبات متعددة الاستخدامات في الهند، على قسم المركبات ذات العجلتين في مجموعة كينيتيك.[بحاجة لمصدر]
في عام 2002، بدأت دراجات سيم بالظهور في الولايات المتحدة بإذن من مستورد السوق الرمادية سيم يو أس إيه من ويست بالم بيتش، فلوريدا. تم استيراد عدة مئات من الوحدات من المملكة المتحدة التي كانت غير معتمدة من وكالة حماية البيئة (EPA) وغير معتمدة من وزارة النقل (DOT) وتم تطوير شبكة توزيع أمريكية مارقة.
في عام 2003، بدأ المستورد الرسمي سيم أميريكا، الذي نظمه المستورد ملاغوتي يو أس إيه، عمليات البيع في جنوب شرق وبورتوريكو. في عام 2004، تفاوضت شركة توموس يو أ س إيه مع سانيانغ للمبيعات الحصرية في الولايات المتحدة، ولكن تم إلغاء الصفقة لاحقًا بسبب بعض الخلاف حول تفاصيل الاتصال. تعاون سانيانغ في وقت لاحق مع كارتر براذرز أم أف جي المحدودة لمبيعاتها في الولايات المتحدة. توقفت مالاغوتي يو أس إيه وأصبحت مارتين راسينج برفورمنس وما زالت تحمل بعض الأجزاء من دي دي 50 وجيت أورو 50. في اتفاق تم التوصل إليه مع شركة كارتر براذرز أم أف جي المحدودة. تخلت الشركة عن مشروع توزيع سكوتر سيم في لولايات المتحدة مقابل المساعدة في تطوير منتج غو كارت.[بحاجة لمصدر]
في أكتوبر 2006، افتتحت سيم منشأة تصنيع ثانية في ناغويا، اليابان. وهم معروفون بإعلاناتهم المحاكاة الساخرة في قطارات الأنفاق اليابانية وسيارات الأجرة والسيارات. شعارهم، الذي يقرأ "名古屋 に こ い や!"، الذي يعني حرفيًا «تعال إلى ناغويا!»، معروف لدى العديد من السكان المحليين.[بحاجة لمصدر]
في يوليو 2014، تم تعيين والتر أتش سي تشانغ رئيسًا لشركة سانيانغ موتور.قام بإتخاذ إجراءات لتعزيز الأعمال الأساسية للشركة، وتحسين المبيعات وزيادة رضا العملاء.

## النماذج

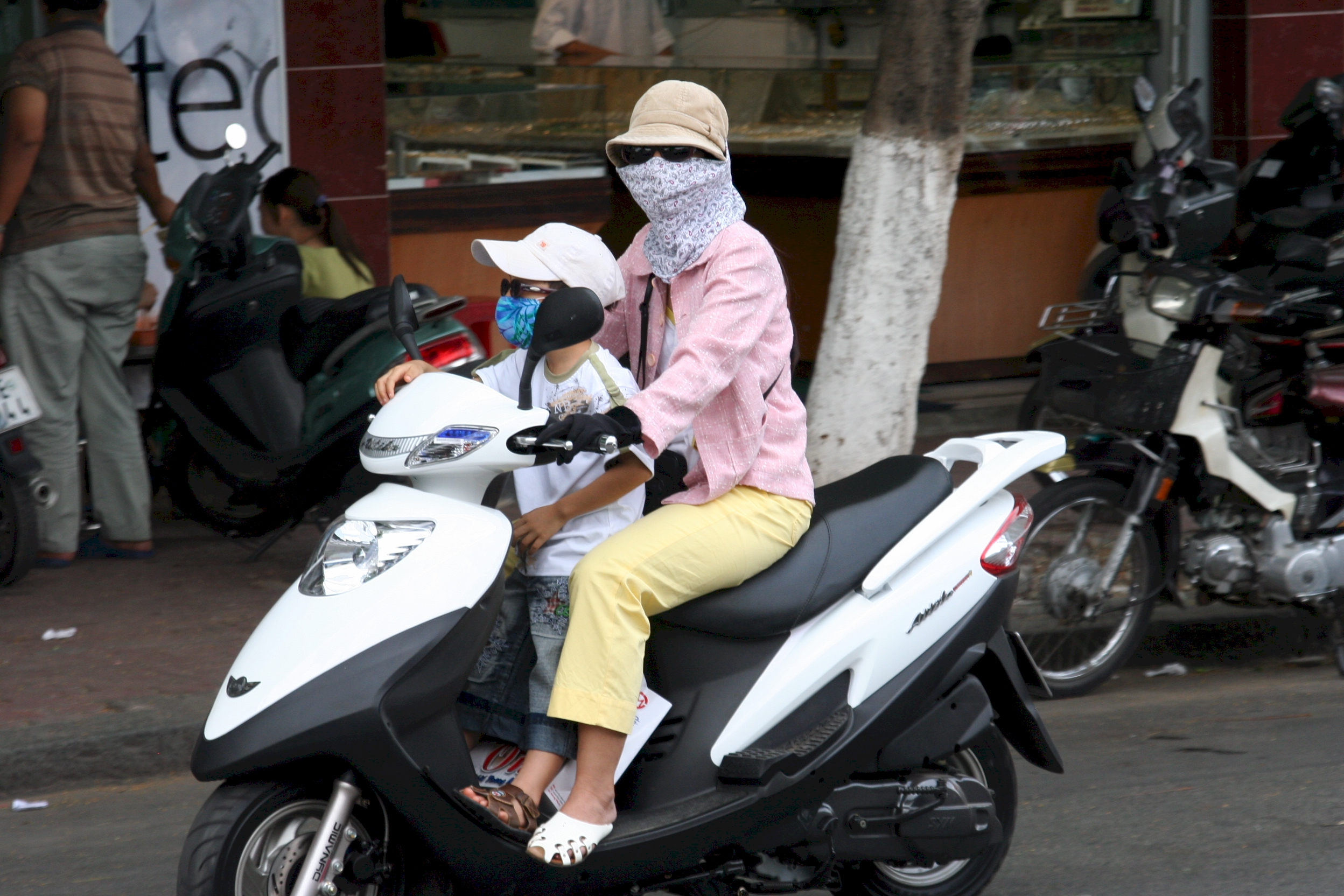
SYM Attila في مدينة هو تشي مينه

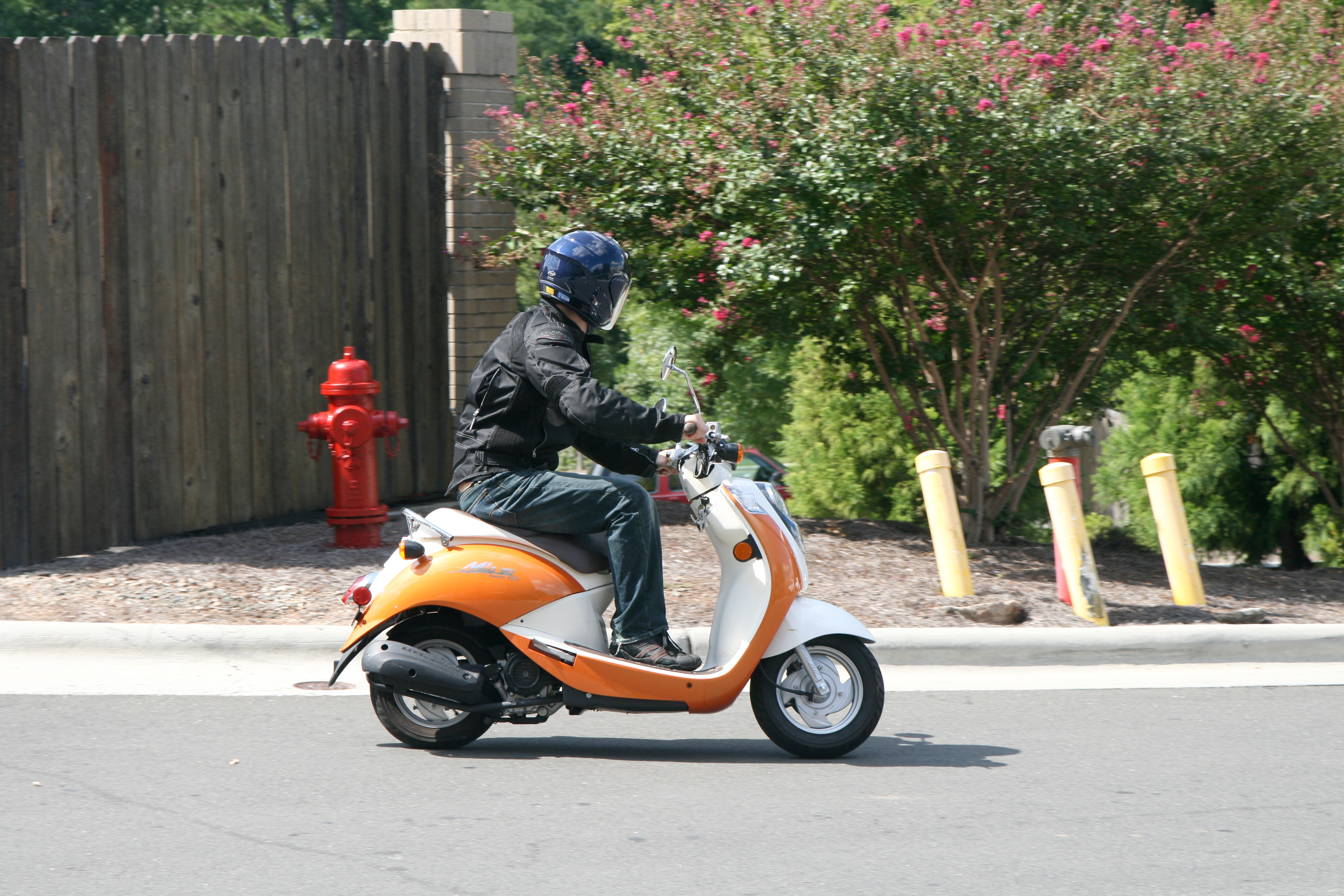
SYM Mio في دورهام بولاية نورث كارولينا

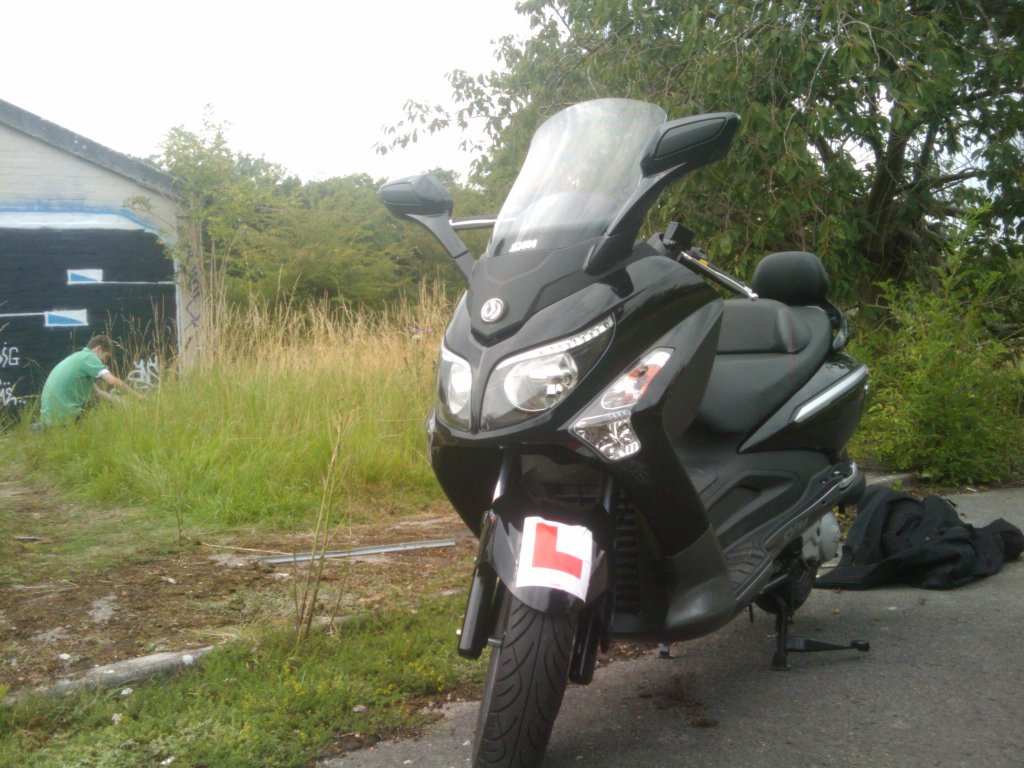
SYM GTS EVO 125i في HMS Royal Arthur في كورشام ، ويلتشير

### سكوتر
نماذج السكوتر الموجودة حاليا في السوق التالية: 
- ألو 50
- ألو 125
- أتيلا
- كروكس
- التشيلو
- سيتي كوم 125
- سيتي كوم 300i
- 125- ندى
- دي دي 50 (سيم جولي)
- دوق
- اليورو أم إكس
- فانسى 50
- فيدل
- فيدل 2

- فيدل 3
- فلاش 50
- فري 50
- جي آر125
- جي تي125
- جي تي أس250i
- جيتي125 إيفو
- جي تي أس 200
- جي تي أس
- جي تي أس إيفو 125
- جي تي أس 1
- أتش دي 200
- جيت
- جيت 4
- جيت يورو إكس
- جيت باور
- جيت باور إيفو
- جيت اس
- جت سبورت إكس
- جوي ماكس 300i
- جويرايد (لوغراند في أستراليا)
- جانغل
- لانس كابو 50/100/150 سم مكعب

2009 SYM Fiddle II

- لانس كالي كلاسيك 50/125/150/169 سم مكعب (يتم حقن 169 سم مكعب بالوقود وتسويقها على أنها 200i)
- لانس هافانا كلاسيك 50/125/150/169 سم مكعب (يتم حقن 169 سم مكعب بالوقود وتسويقها على أنها 200i)
- لانس بي سي أتش 50/125/150 سم مكعب
- لانس سوهو 50
- ماسك
- ماكس سيم 400i / 600i
- ميغالو
- ميو 50 (الطُرز: Race ، الذكرى الخمسون، ديلوكس [أوروبا])
- ميو 100
- أوربت / كلاسيك
- PCH 50/125/150/169 سم مكعب (169 سم مكعب يتم حقن الوقود وتسويقه على أنه 200i)
- بيور
- بيور أس أر (إصدار "Super Race" من Pure / Flash 50)
- سيمبلي
- رادار-إكس
- ريد ديفل (يتوفر أيضًا إصدار مايكل شوماخر)
- آر آس
- آر في250
- سوبر ديوك
- سوبر فانسي 50
- شارك
- في أس / إكسل II
- فايتر (مكربن، إصدار زد آر مزدوج القرص و EFI VIP)
- نيوفايتر (EFI مع تقنية المدخول STCS)
- سلسلة إكسبرو
- سيم جويرايد125 إيفو
- سمفوني
- سيمفوني 125 اس
- سيمفوني أس آر
- سيمفوني أس تي (يُطلق عليه أيضًا فانسي 125 في فيتنام)

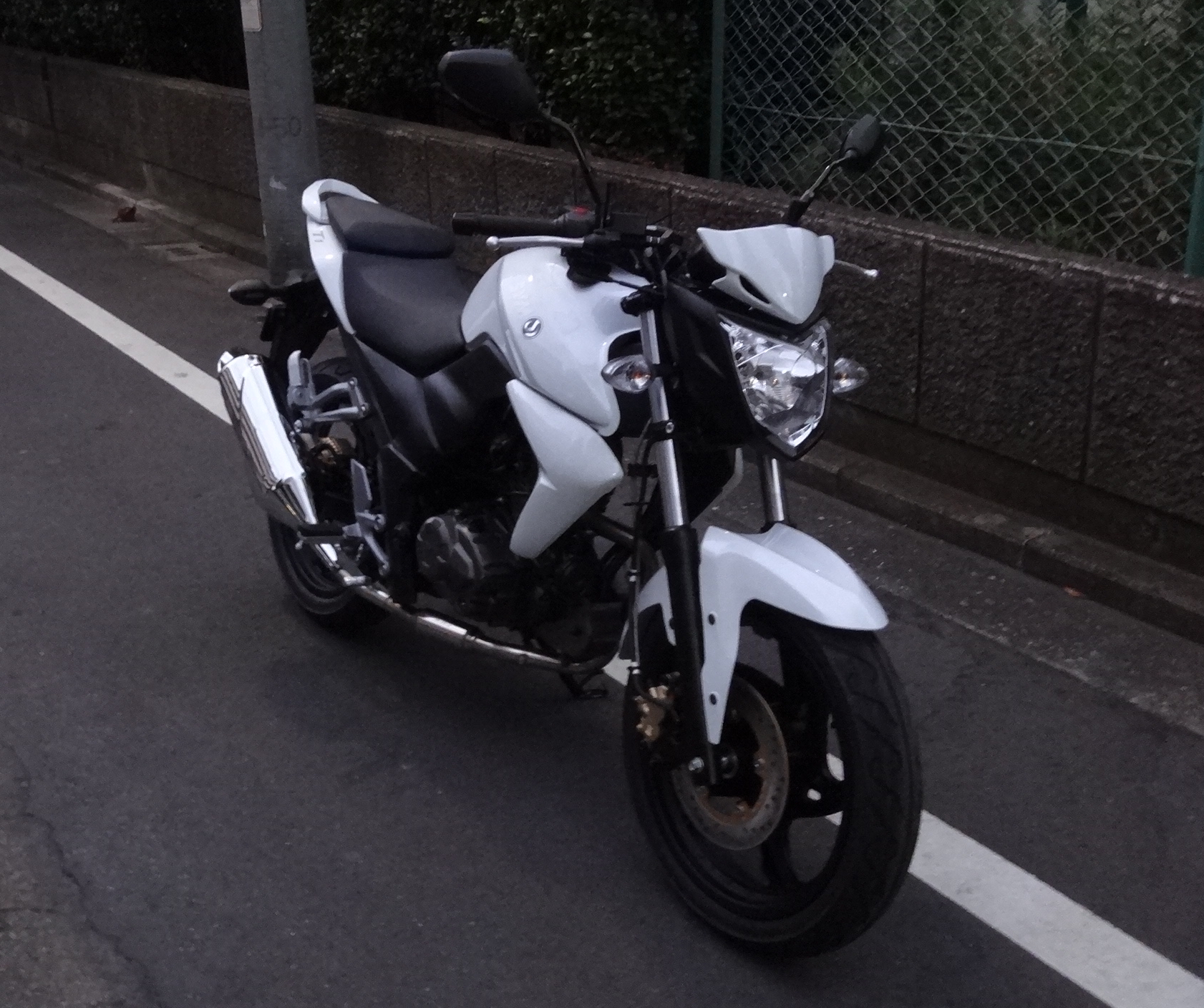
SYM T1

- سيميتري
- زد1

### دراجات نارية
سيم 250
- بونيس أم بي125A
- وولف 125/150/300
- وولف كلاسيك 125/150
- تي1150
- تي2250
- تي3 280
- آر في 1-2
- إكس أس125-كي [5]
- وولف أس بي 250إن إي
- 125

سيم 183
- أن أتش تي 190/200 (ترازر)

سيم 125
- أن أتش تي 125

### الأشبال

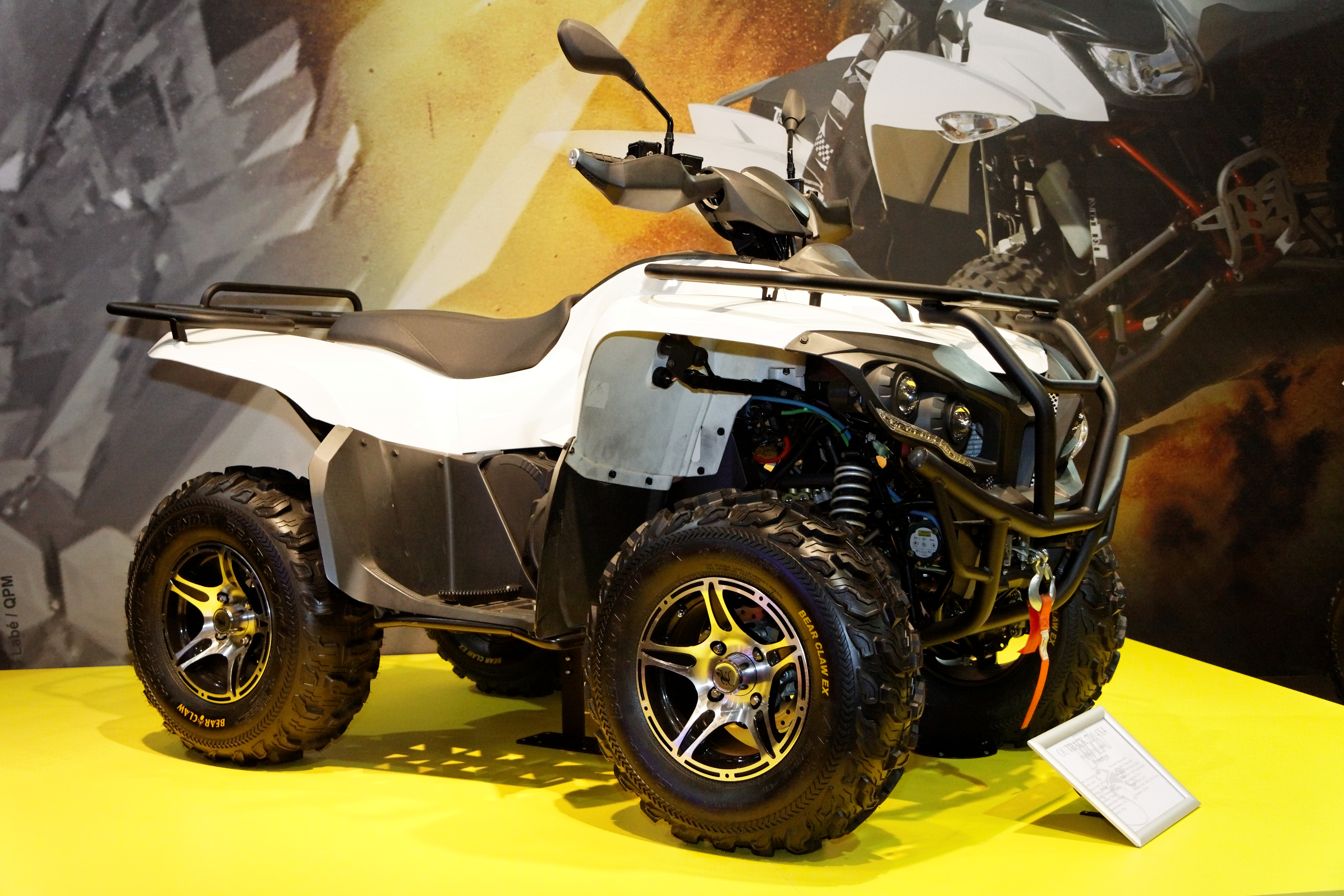
SYM Outback 700

- في أف3i 185 / ستار 170 أس آر
- سبورت رايدر / ستار اكس 125i
- بونيس 100
- بونيس 110
- ماجيك 110آر آر
- آر في1
- سيمبا

### مركبات ATVs
- آوتباك 700
- تراك رانر
- كوادلاندر
- كوادريدر 600 سي سي

### الشاحنات الخفيفة والشاحنات الصغيرة
- T880 / T1000 / V5 / V9 / V11
- 2.0 تي

## روابط خارجية
- SYM موتورز
- سان يانغ موتور
- نماذج الدراجة SYM Motors